# Carmenta apache
Carmenta apache là một loài bướm đêm thuộc họ Sesiidae. Nó được Engelhardt miêu tả năm 1946. Nó là loài duy nhất được tìm thấy ở Arizona.